# USS Kansas City (LCS-22)
Pour les articles homonymes, voir USS Kansas City.
L'USS Kansas City (LCS-22) est un littoral combat ship de classe Independence de l’United States Navy. Il est le troisième navire à porter le nom de Kansas City, la plus grande ville de l’État américain du Missouri.

## Conception
En 2002, l’US Navy a lancé un programme visant à développer le premier d’une flotte de littoral combat ships. La Navy a d’abord commandé deux navires à coque trimaran à General Dynamics, qui sont devenus connus sous le nom de navires de combat côtiers de classe Independence, d’après le premier navire de la classe, l’USS Independence. Les navires de combat côtiers aux numéros pairs de l’US Navy sont construits à l’aide de la conception de trimaran de classe Independence, tandis que les navires aux numéros impairs sont basés sur une conception concurrente, le navire de combat côtier monocoque conventionnel de classe Freedom. La commande initiale de navires de combat côtiers concernait un total de quatre navires, dont deux de la classe Independence. Le 29 décembre 2010, la Navy a annoncé qu’elle attribuait à Austal USA un contrat pour la construction de dix navires de combat côtiers supplémentaires de classe Independence,.

## Carrière
L'USS Kansas City a été construit à Mobile (Alabama) par Austal USA. Le navire a été baptisé le 22 septembre 2018 à Mobile (Alabama) et parrainé par Tracy Davidson, épouse de l’amiral Philip S. Davidson. Il a été mis à l’eau le 19 octobre 2018 dans le fleuve Mobile.
L'USS Kansas City a été mis en service le 20 juin 2020 et il a été affecté au Littoral Combat Ship Squadron One